# Cephalops quasilubuti
Cephalops quasilubuti är en tvåvingeart som först beskrevs av Hardy 1962.  Cephalops quasilubuti ingår i släktet Cephalops och familjen ögonflugor. Inga underarter finns listade i Catalogue of Life.